# Libiąż
Libiąż (udtale: [ˈlʲibʲɔ̃ʂ]) er en by i det sydøstlige Polen. Den ligger i voivodskabet Lillepolen (Województwo małopolskie) og har 16.385(2021) indbyggere, og et areal på 	35,88 km². Den er en del af powiat (amt) Chrzanów.

## Beliggenhed
Libiąż ligger ca. 40 km vest for Kraków og syv kilometer nord for Auschwitz. Den ligger i den østlige del af det oberschlesiske industridistrikt, og hører blandt andet til det oberschlesiske storbyområde ifølge programmet ESPON. Indbyggerne er beskæftiget i de centrale storbycentre, blandt andet i Katowice og Tychy og i kulminen Janina Kulmine (de).
Geografisk ligger byen i den østlige del af det Schlesiske højland.

## Historie
Den første historiske omtale af Libiąż kommer fra Jan Długosz' krøniker. Den nævnte overførslen af bosættelserne Libiąż Wielki ("Store Libiąż") og Libiąż Mały ("Lille Libiąż") til benediktinerne af Griffin-familien i 1243. Gennem århundreder gik Libiąż successivt i besiddelse af forskellige adelige familier.
Efter fragmenteringen af Polen i 1138 tilhørte det Hertugdømmet Kraków, og derefter muligvis midlertidigt overført til hertugdømmet Racibórz efter 1179.